# Nilgiracris
Nilgiracris is een geslacht van rechtvleugeligen uit de familie Pyrgomorphidae. De wetenschappelijke naam van dit geslacht is voor het eerst geldig gepubliceerd in 1964 door Kevan.

## Soorten
Het geslacht Nilgiracris  is monotypisch en omvat slechts de volgende soort:
- Nilgiracris raoi (Kevan, 1952)